# دودمان جین (۴۲۰–۲۶۵)

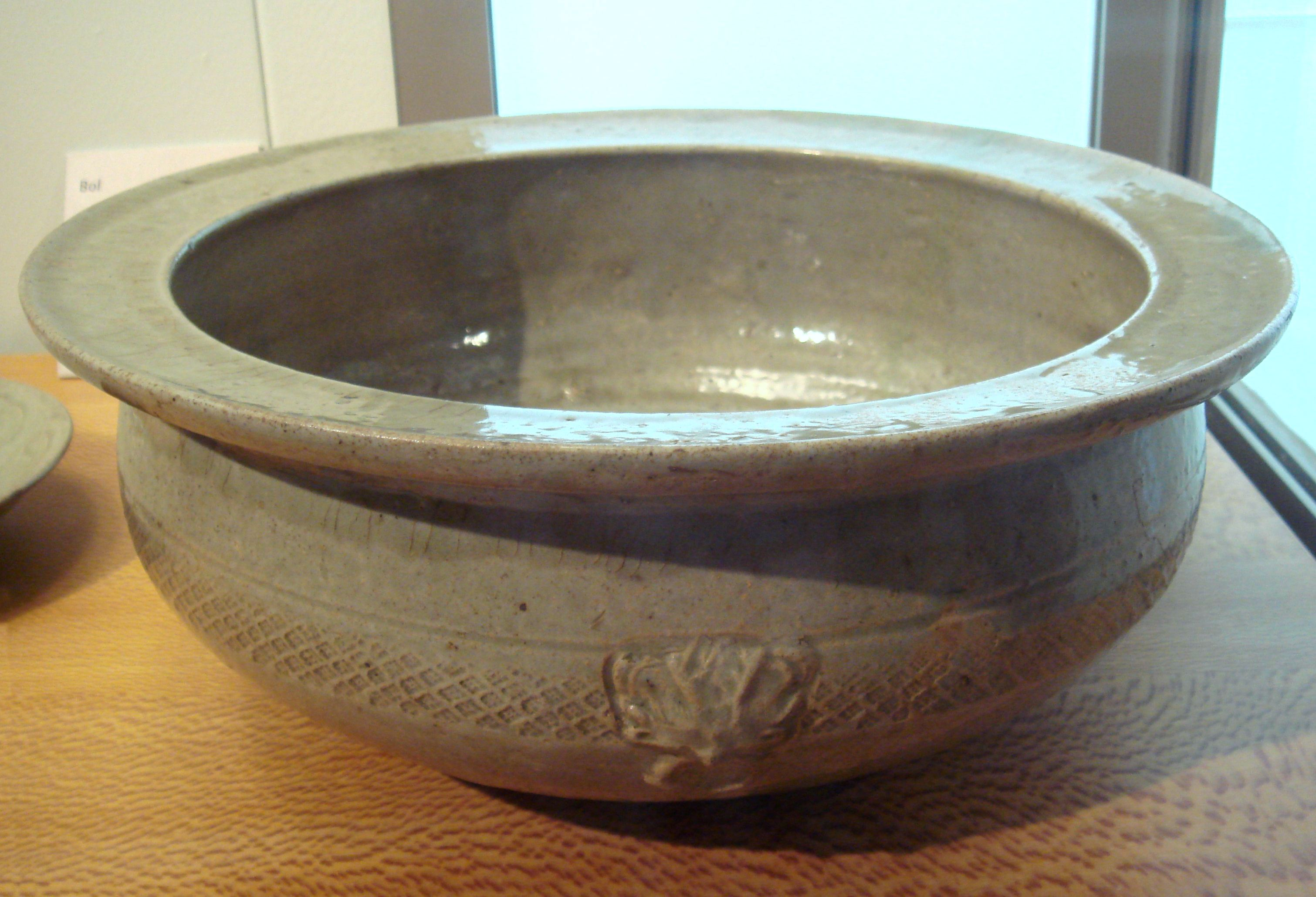
ظروف یوبا نقش، قرن سوم میلادی، جین غربی،ژجیانگ.
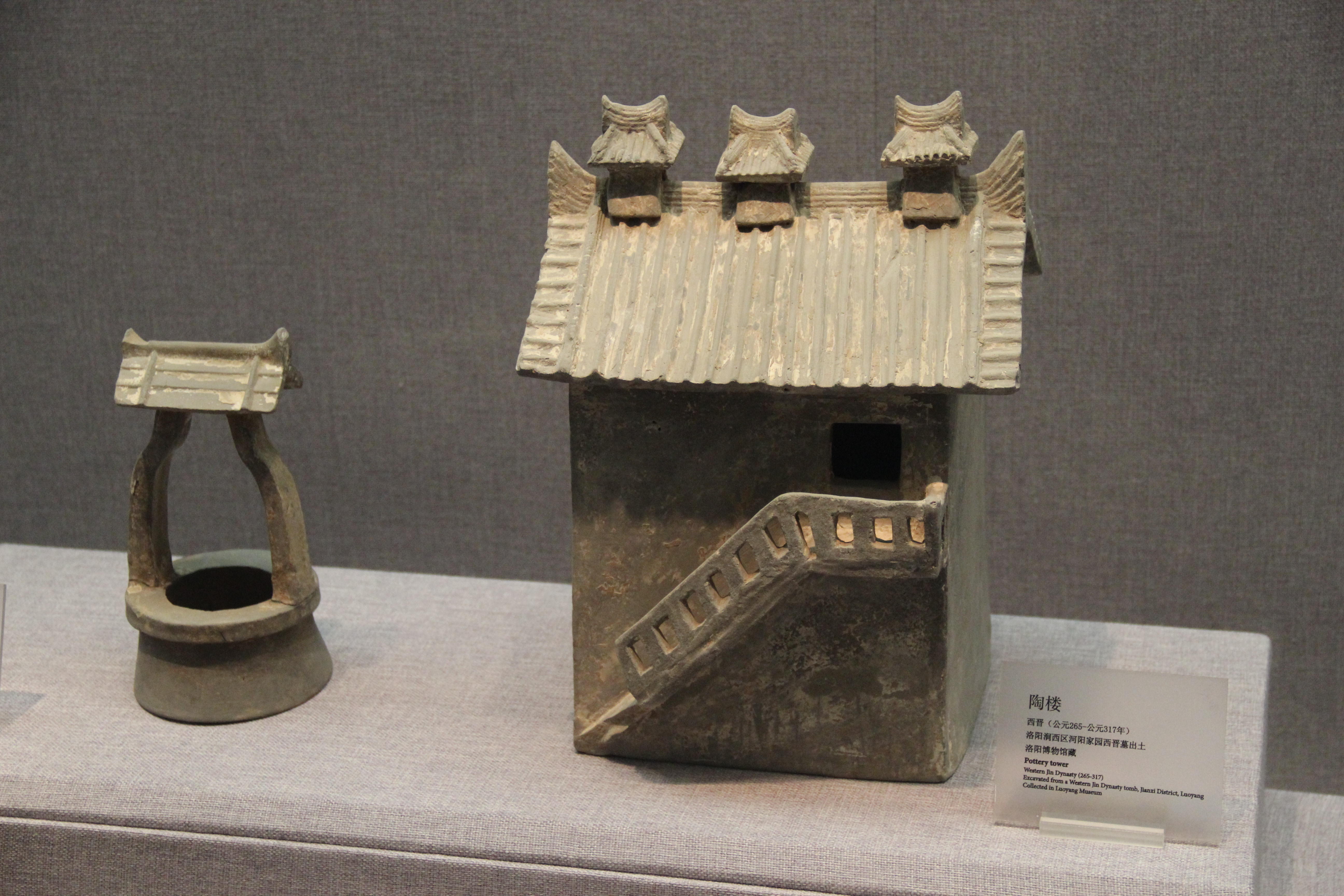
برج سفال، جین غربی، ۲۶۵–۳۱۷ پس از میلاد.
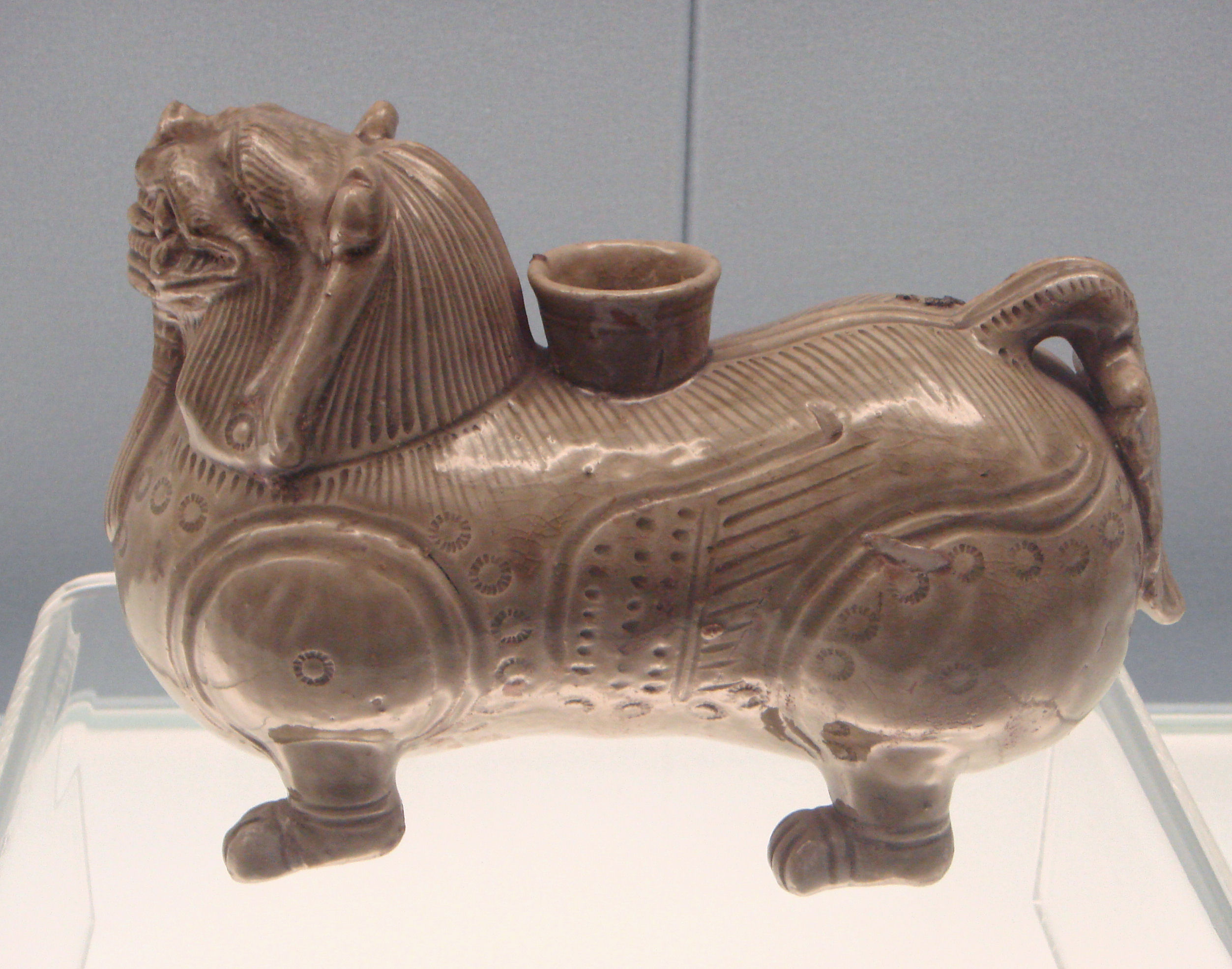
شیرسالادون، جین غربی، ۲۶۵–۳۱۷ پس از میلاد.
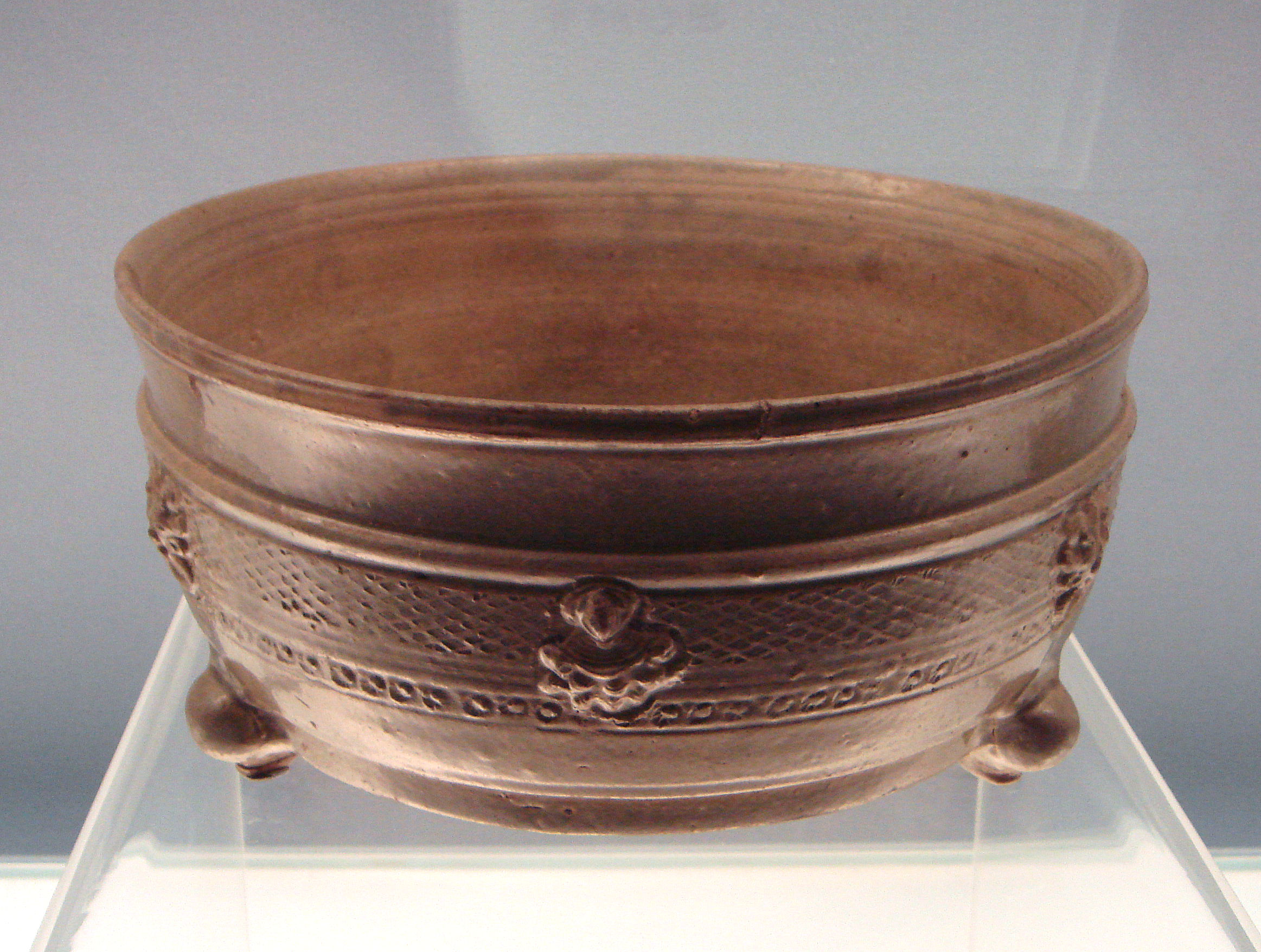
کاسهلیانسلادون با پیکره‌های بودایی، جین غربی، ۲۶۵–۳۱۷ م.
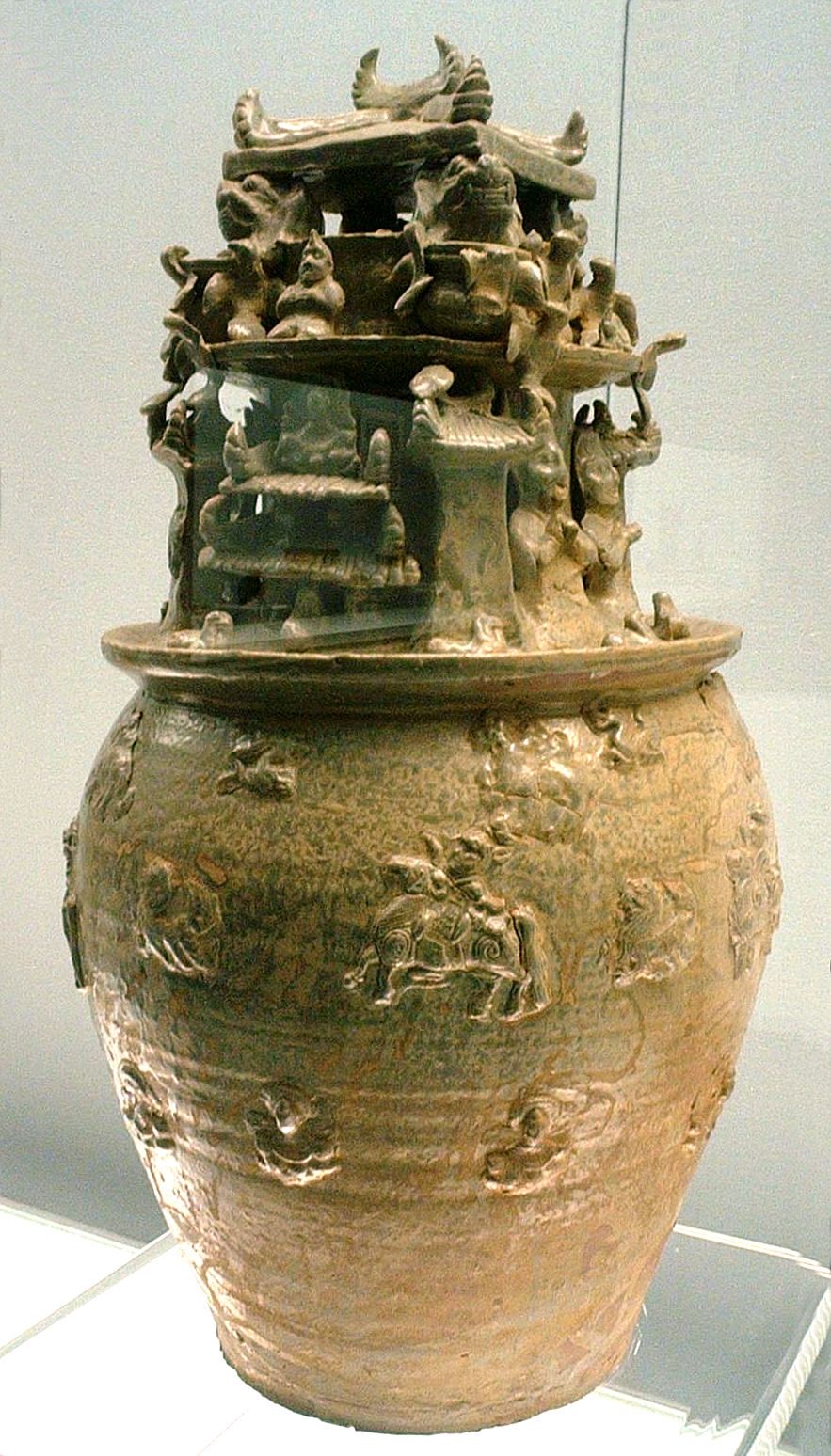
کوزه شکاری جین غربی، با چهره‌های بودایی.

سلسله جین ([tɕîn]؛ تلفظ چینی) یا امپراتوری جین، که گاهی به عنوان سیما جین (司馬晉) یا '''دو سلسله جین''' (兩晉) شناخته می‌شود، یکی از دودمان‌های تاریخ چین بود که از سال ۲۶۶ تا ۴۲۰ وجود داشت، توسط سیما یان (امپراتور وو)، پسر ارشد سیما ژائو، که قبلاً پادشاه جین اعلام شده بود، تأسیس شد. سلسله جین پس از دوره سه پادشاهی بود و شانزده پادشاهی در شمال چین و دودمان لیو سونگ در جنوب چین جانشین آن شدند.
دو تقسیم‌بندی اصلی در تاریخ این سلسله وجود دارد. پس از اینکه سیما یان تاج و تخت را از سائو هوان غصب کرد، جین غربی (۲۶۶–۳۱۶) به عنوان جانشین سائو وی تأسیس شد. پایتخت جین غربی در ابتدا در لوئویانگ بود، اما بعداً به چانگان (شیان امروزی، استان شانشی) نقل مکان کرد. در سال ۲۸۰، پس از فتح وو شرقی، جین غربی برای اولین بار پس از پایان سلسله هان، چین را دوباره متحد کرد و به دوران سه پادشاهی پایان داد.
با این حال، ۱۱ سال بعد، یک سری از جنگ‌های داخلی به نام جنگ هشت شاهزاده در این سلسله شروع شد که به‌طور قابل توجهی آن را تضعیف کرد. متعاقباً، در سال ۳۰۴، این سلسله موجی از شورش‌ها و تهاجمات قومیت‌های غیر هان به نام پنج بربر را تجربه کرد که در ادامه چندین ایالت سلسله ای کوتاه مدت در شمال چین تأسیس کردند. این آغازگر دوران پر هرج و مرج و خونین شانزده پادشاهی در تاریخ چین بود، که در آن ایالت‌های شمال به‌سرعت متوالی برخاستند و سقوط کردند و دائماً هم با یکدیگر و هم با جین می‌جنگیدند. هان ژائو، یکی از ایالت‌های شمالی که در طی این بی نظمی تأسیس شد، لوئویانگ را در سال ۳۱۱ غارت کرد، چانگ‌آن را در سال ۳۱۶ تصرف کرد و امپراتور مین جین در را سال ۳۱۸ اعدام کرد و به دوران جین غربی پایان داد. سیما روئی، که جانشین امپراتور مین شد، سپس سلسله جین را با پایتخت آن در جیان‌کانگ (نانجینگ امروزی) تأسیس کرد و جین شرقی (۳۱۷–۴۲۰) را افتتاح کرد.
سلسله جین شرقی در بیشتر دوران حیات خود در تضاد تقریباً دائمی با ایالت‌های شمالی باقی ماند و چندین تهاجم به شمال را با هدف بازپس‌گیری مناطق از دست رفته خود آغاز کرد. قابل توجه است که در سال ۳۸۳، جین شرقی شکستی ویرانگر را به کوین سابق، یک ایالت تحت حکومت دی که برای مدت کوتاهی شمال چین را متحد کرده بود، وارد کرد. پس از آن نبرد، ایالت کین سابق متلاشی شد و ارتش جین سرزمین‌های جنوب رودخانه زرد را پس گرفتند. جین شرقی سرانجام توسط ژنرال لیو یو در سال ۴۲۰ غصب شد و سلسله لیو سونگ جایگزین آن شد. سلسله جین شرقی دومین سلسله از شش سلسله در نظر گرفته می‌شود.

## جین باختری

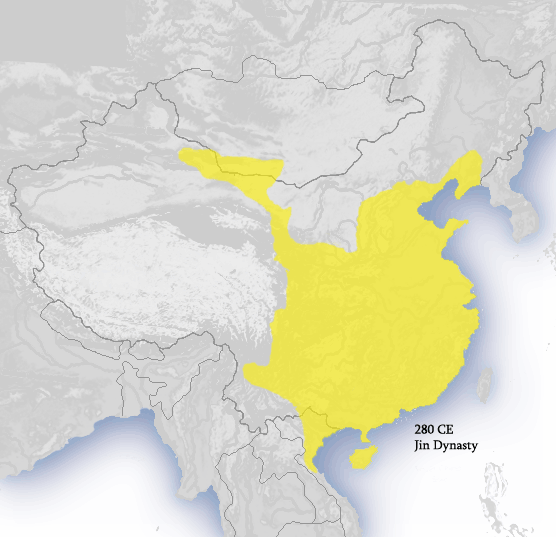
جین غربی در ۲۸۰ میلادی

دودمان جین غربی (۲۶۵–۳۱۶) توسط امپراتور وو جین تأسیس شد؛ کسی که به نام سیما یان شناخته شده بود. اگرچه یک دوره کوتاه وحدت را پس از تسخیر وو شرقی در ۲۸۰ میلادی به وجود آورد، اما حکومت جین یک جنگ ویرانگر داخلی را متحمل شد، (جنگ ۸ شاهزاده) بعد از آنکه نتوانست شورش قبایل کوچگر وو هو را سرکوب نماید. پایتخت، لوئویانگ، در ۳۱۱ تسخیر شد و امپراتور هوآی نیز دستگیر شد. جانشین او، امپراتور مین، هم در ۳۱۶ در چانگان اسیر شد.

## جین خاوری

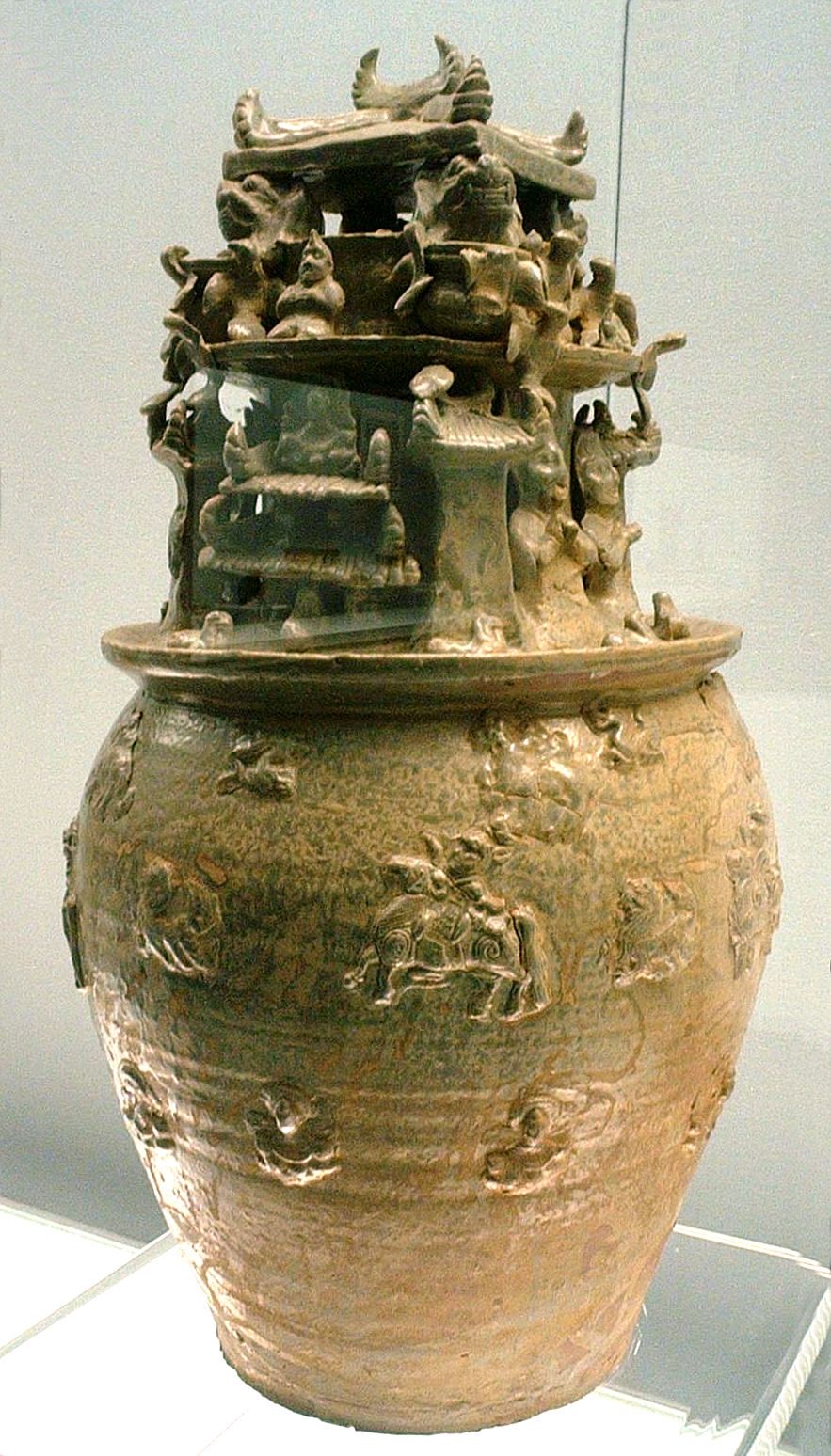
Hunping jar of the Western Jìn, with بوداگرایی figures.

باقیماندهٔ دربار جین به شرق گریختند و دولت خود را در جیان کانگ احیا کردند. آنان زیر رهبری یک عضو از خانوادهٔ سلطنتی به نام شاهزاده لانگیه گرد آمدند. او خود را امپراتور یوآن، فرمانروای جین شرقی، نامید. (۳۱۷–۴۲۰)، زمانی که اخبار سقوط چانگان به جنوب رسید.
بحران‌های نظامی از قبیل شورش ژنرال وانگ دون و سو جون، امپراتوری جین شرقی را در طی ۱۰۴ سال حکومت خویش به ستوه درآورد. اما نبرد رودخانه فِی، تبدیل به پیروزی اصلی جین شد که پاداشی بود برای همکاری هوآن چونگ، برادر ژنرال بزرگ هوآن ون و نخست‌وزیر شی آن بود. بعدها، هوآن چوآن پسر هوآن ون تخت سلطنت را غصب کرد و نام حکومت را به چو تغییر داد. او هم توسط لیو یو سرنگون گشت؛ کسی که امپراتور آن را دوباره به مقام خویش برگرداند و بعد وی را خفه کرد و برادرش، امپراتور گانگ (گونگ) را در ۴۱۹ میلادی به حکومت رساند. امپراتور گانگ در سال ۴۲۰ میلادی به نفع لیو یو از سلطنت کناره‌گیری کرد و این امپراتوری به پادشاهی لیو سونگ تبدیل شد که اولین دولت جنوبی نام گرفت.

## نگارخانه

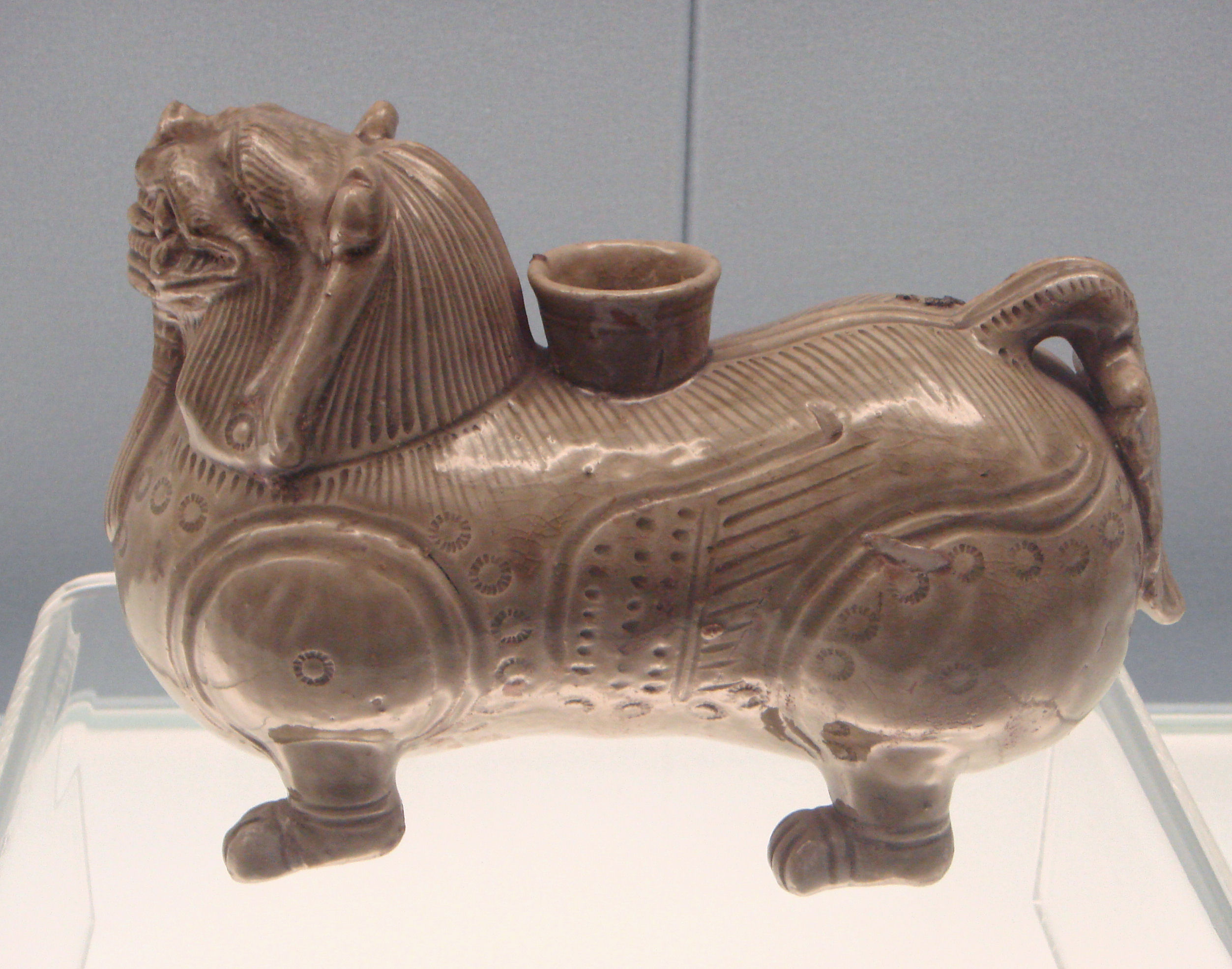
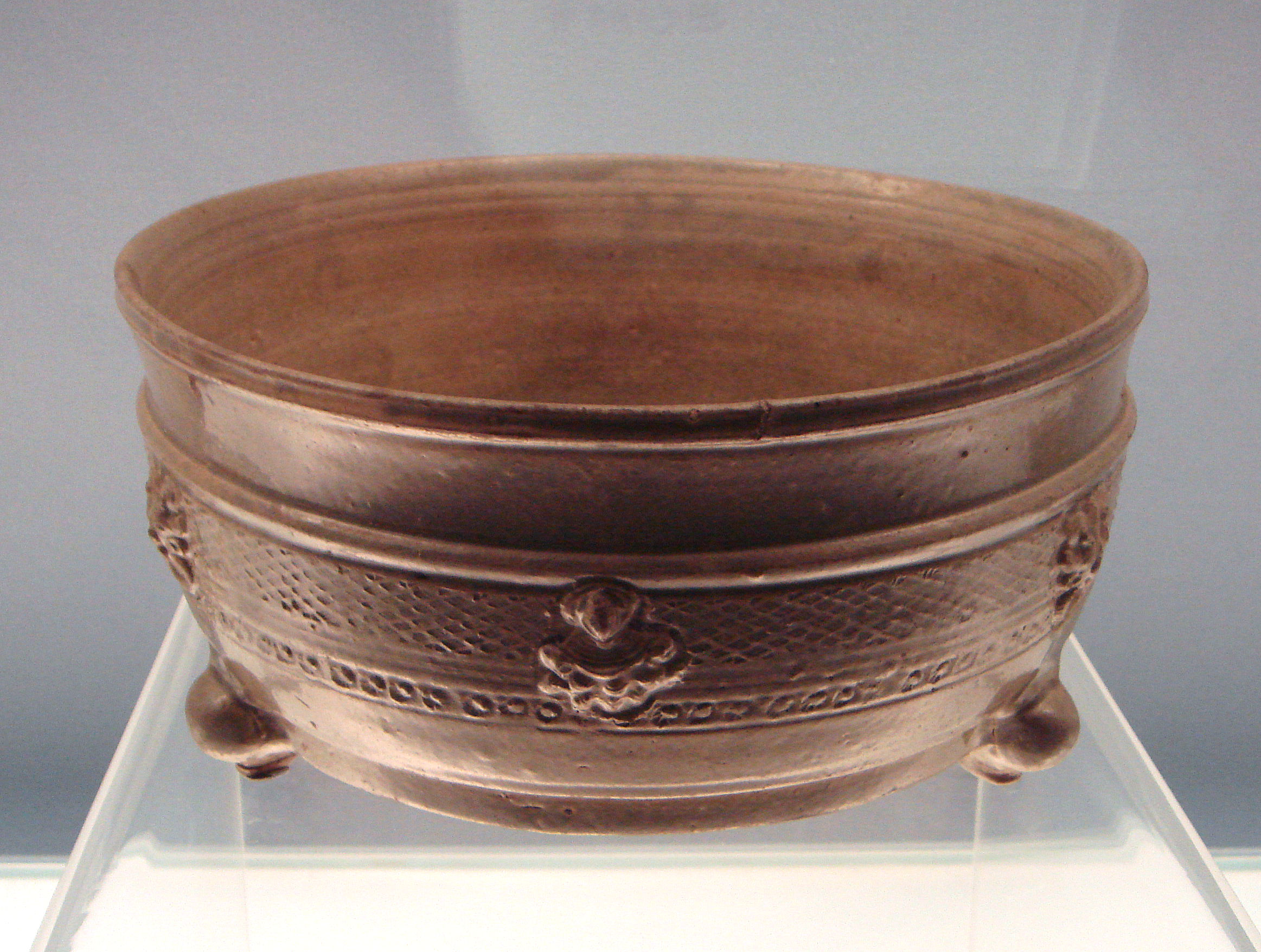
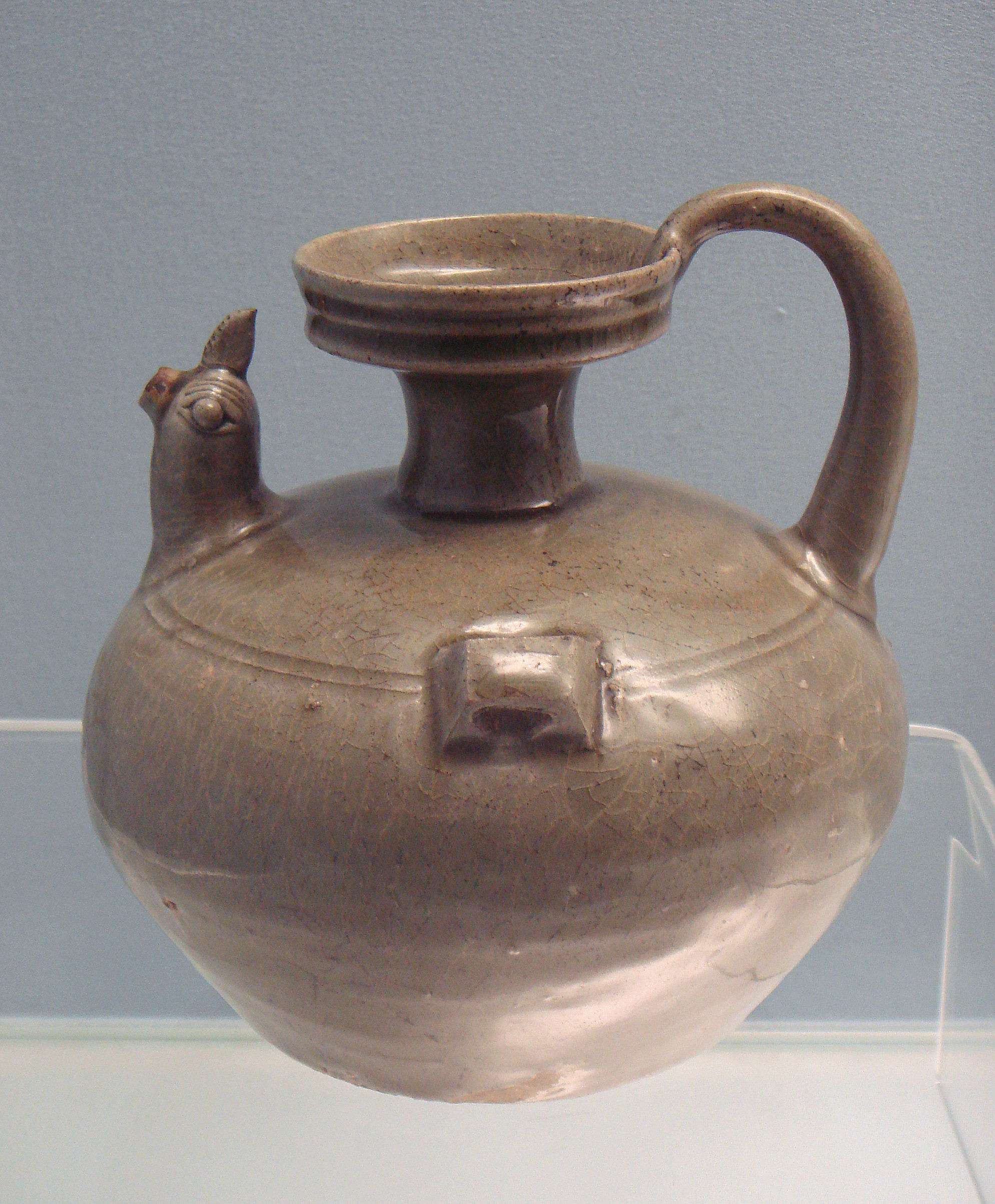
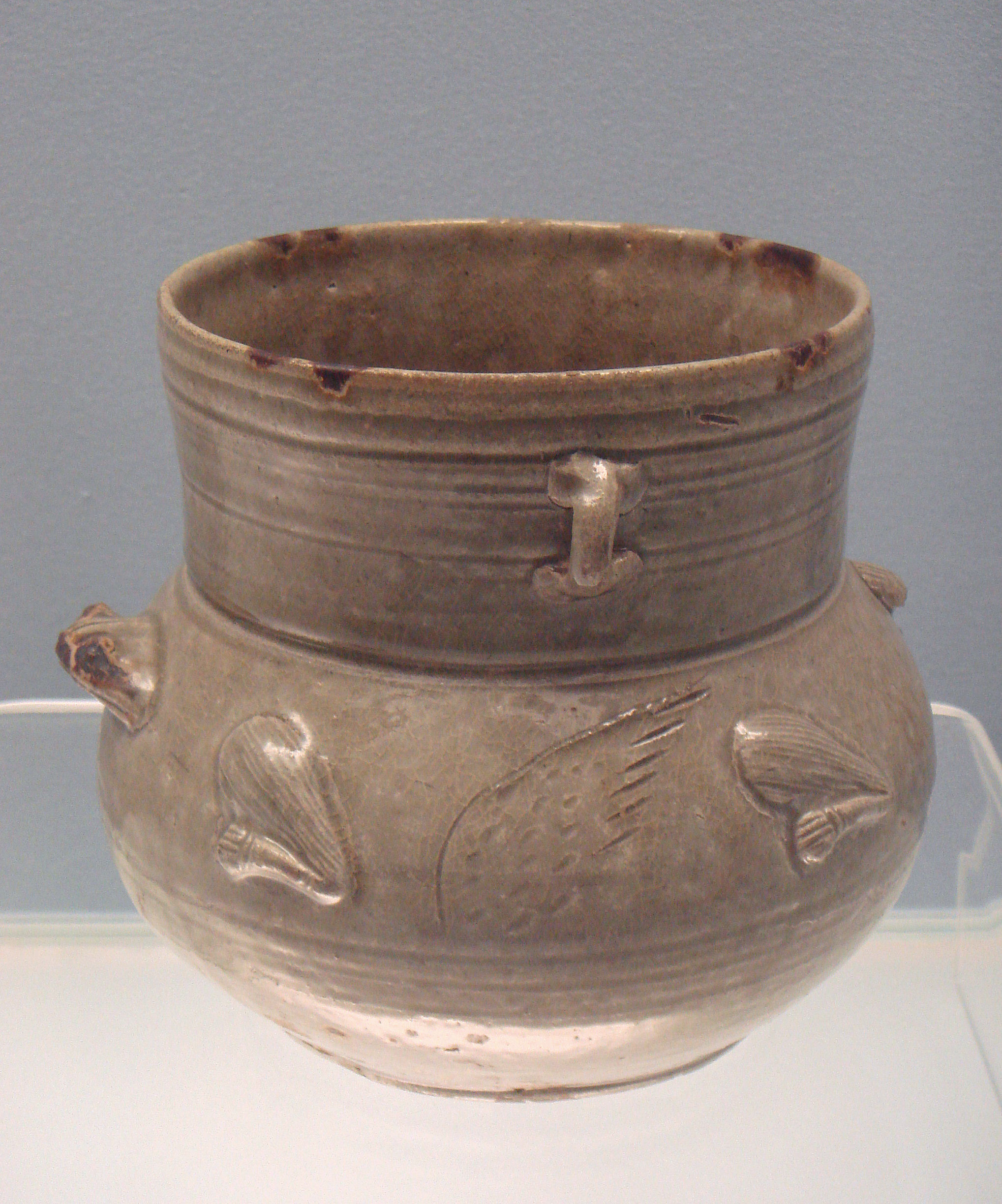